# Гогохия, Чичико Дзугуевич
Чичико Дзугуевич Гогохия (1911, Нижний Баргяп или Сухумский округ — 12 июля 1997, Нижний Баргяп, Гальский район или Абхазия) — звеньевой колхоза имени Сталина Гальского района, Абхазская АССР, Грузинская ССР. Герой Социалистического Труда (1948).
Старший брат Героя Социалистического Труда Гадза Дзугуевича Гогохия.

## Биография
Родился в 1911 году в крестьянской семье в селе Квемо-Баргеби (сегодня — Нижний Баргяп) Сухумского уезда. После получения начального образования в местной сельской школе трудился в личном сельском хозяйстве. Во время коллективизации одним из первых вступил в колхоз имени Сталина Гальского района. Трудился рядовым колхозником. В послевоенное время возглавлял полеводческое звено.
В 1947 году звено под его руководством собрало в среднем с каждого гектара по 112,9 центнеров кукурузы с участка площадью 3 гектара. Эти трудовые достижения стали одними из самых высоких показателей среди кукурузоводов Грузинской ССР в 1947 году (самые высокие были у звена Джиги Бутбая — 136,2 центнера с гектара, его брата Гадзы Гогохия — 117,3 центнера с гектара и почти в два раза превысили показатели лауреата Сталинской премии Чоколи Квачахия). 
Указом Президиума Верховного Совета СССР от 21 февраля 1948 года удостоен звания Героя Социалистического Труда за «получение высоких урожаев кукурузы и пшеницы в 1947 году» с вручением ордена Ленина и золотой медали «Серп и Молот» (№ 664).
Этим же Указом званием Героя Социалистического Труда были также награждены председатель колхоза имени Сталина Гальского района Владимир Ахлоевич Гогохия и двадцать тружеников колхоза, в том числе бригадиры Аполлон Зосимович Гогохия, Дзуку Михайлович Ригвава, Эраст Кутаевич Чаава, звеньевые Иосиф Алексеевич Акубардия, Джига Павлович Бутбая, Гадза Дзугуевич Гогохия, Джого Бардзикиевич Дзандзава, Владимир Тагуевич Заркуа, Алексей Викторович Микава, Аполлон Сейдукович Микава, Валериан Викторович Микава, Хухути Авксентьевич Тодуа, Александр Николаевич Харчилава, Валериан Иосифович Харчилава, Иродион Качалович Харчилава, Калистрат Дианозович Шамугия, Акакий Дзвариевич Шенгелия, Александра Караевна Шония и Владимир Итоевич Шония.
После выхода на пенсию проживал в родном селе Нижний Баргяп Галского района.
Умер 12 июля 1997 года. Похоронен на городском кладбище города Гали.